# Ijesa
Ijesa és un regne tradicional de Nigèria al país ioruba. La capital és Ilesa (a vegades apareix com Ilesha). El seu territori gaudeix d'un bon clima i se situa a la selva tropical del nord-est de ioruba, un paisatge molt bonic, amb turons que van des de 900 peus al bosc de la vall d'Oni fins a uns 300 peus sobre el nivell del mar a Imo Hills i 1800 peus dels turons al voltant de Okemesi cap al nord i uns 1900 peus a les cascades Olumirin i altres al voltant d'Erinmo que formen una frontera amb el regne d'Efon (Efon-Alaaye), Ekiti i Igbomina. El territori és ric en fusta; les precipitacions anuals cauen de març a principis de novembre o, de vegades al desembre amb en el seu punt màxim entre juny i agost, tal com és propi de les zones de sabana boscosa d'Àfrica Occidental. Està regat per diversos rius, com l'Owena a l'est que limita amb l'estat de Ondo, Osun i Oora. Les principals deïtats tradicionals úniques d'Ijesa són Orisa Onifon, que és freqüent en el nord-oest del país Ijesa; Ogun, que és molt important i se celebra amb grandesa anualment pels ijeses, culminant al Festival de Iwude; Ifa-Orunmila; Arampe; i Osun.

## Dinastia
Ajibogun Orunaja Agoniyeye Ekun Adimula va ser el progenitor dels ijeses. La seva estàtua commemorativa es pot trobar al centre de la ciutat d'Ilesa. També va ser el fundador de la dinastia monàrquica Owa Obokun Adimula de l'antic i modern regne d'Ijesa i del seu sistema imperial inherent fins a la data al sistema de govern tradicional d'Ijesa. Hi ha quatre branques reials amb dret al tron, entre les quals hauria de rotar: Biladu, Bilagbayo, Bilaro i Bilayirere.

## Origen
Owa Obokun Adimula Ajibogun, després d'anar a buscar les aigües de l'oceà (Omi Okun) per curar la ceguesa de vellesa del seu pare Odua Olofin-Aye, per mitjà de la conquesta va capturar molts territoris, incloent el vast territori conegut avui com a Ijesaland o país Ijesa. És digne d'esment que va ordenar que la capital de Ijesaland fos qualsevol lloc on es trobés Owa Obokun Adimula. Ajibogun va estar a Ile-Ife un curt període. Després de la conquesta de molts territoris a tot el nord del país ioruba, va establir el seu govern imperial a Iddo Omupetu i després d'un temps a Igbadae. El seu successor, Owa Obokun Adimula Owaka Okile es va traslladar a Ilowa (Ciutat d'Owa).
El successor de Okile, Owa Obokun Adimula Obarabara Olokuneshin, que era el pare del príncep Larooye Gbadewolu, el primer Ataoja de Osogbo, va traslladar la seu del govern a Ilemure, ara coneguda com a Ibokun. El seu successor Owa Obokun Adimula Owari es va traslladar a Ilekete i més tard Ipole. Owa Obokun Adimula Owaluse va fundar al segle xv Ilesa, avui encara la ciutat capital reial del regne d'Ijesa.
Va portar el sistema de govern vist a Oyo, on va residir abans. Es va establir un govern metropolità d'Ijesa del mateix estil que el d'Oyo. Owa Obokun Adimula Owaluse va transformar i reconfigurar el govern tradicional d'Ijesa donant espai a la supervisió militar que va ser encarregada al ajaka, del nom del comandant en cap de les Forces Armades d'Ijesa del fundador Ajibogun.
Owa Obokun Adimula Atakunmosa va succeir a Owaluse el 1526. Es va consolidar l'estructura administrativa i de gestió establerta per Ijesa amb senyorius regionals o provincials pels Ogbonis d'Ibokun, Ipole, Ijebujesa i Ilesa. Es va enriquir el país Ijesa amb la tradició i l'estructura que va obtenir del regne de Benín, on va viure durant el regnat d'Oba Ehenguda. Atakumosa va portar la prominència pública i la rellevància al Festival d'Ogun celebrat a Ibokun, Ipole i Ijebu-Jesa amb la seva gran final a Iwude a Ilesa.

## Història alseglexix
El reverend Samuel Johnson, historiador dels iorubes (1921), va relatar que segons la llegenda, quan els pobles es van començar a dispersar des d'Ile Ife i els membres de la família reial van ser nomenats reis i governants en diversos llocs, un plançó jove i valent de la casa reial va ser nomenat el primer owa o rei dels ijeses, però que va tornar al alafin i es va queixar que el seu territori era massa petit, i els seus súbdits pocs; el pare tot seguit va ordenar que li portessin un gran feix de llenya, i aquests pals es van convertir en éssers humans per al owa, per tal d'augmentar el nombre dels seus subjectes. d'aquí que fins al dia d'avui els ijeses sovint s'esmenten com "qmo igi" (descendent de pals!) ". Hi ha alguns relats històrics actuals basat en la tradició dels pobles ijeses, que no contradiuen el relat de Samuel Johnson; un d'ells afirma que el seu avantpassat directe va ser Owa Ajibogun, el rei que era un dels 16 fills de la deïtat Oduduwa; també es diu que la seva ciutat-capital actual d'Ilesa (Ilesha) a l'estat d'Osun va ser "fundada vers el 1350 per Owaluse, un net d'Ajibogun Ajaka (Guerrer Arreu) Owa Obokun Onida Arara, el fill més reeixit d'Oduduwa, el progenitor de la branca ioruba del sud-oest de la moderna Nigèria i de la República de Benín. Ilesha, com una ciutat històrica és un dels més antics assentaments en terra ioruba. Una altra tradició entre els mateixos ijeses també rastreja l'origen de l'estat Ijesa en un fill menor d' Oduduwa anomenat Obokun (ancestre dels reis), en commemoració d'una ocasió en què va anar a buscar aigua de mar per guarir la ceguesa del seu pare; Obokun després es va establir en el que es convertiria en el país Ijesa; va trobar, igual que altres herois fundadors, les estructures polítiques preexistents, incloent una confederació de cinc localitats de la zona; Obokun mateix és tan important per als ijeses que també es diuen a si mateixos Omo Obokun (Fills d'Obokun).
Qualsevol que sigui el cas es pot veure clarament que els avantpassats dels ijeses van emigrar d'Ile Ife a la seva ubicació actual a l'estat d'Osun. Les tradicions d'Ilesa sostenen que el lloc d'Ilesa ja estava ocupat per assentaments dispersos d'una població aborigen, la més important és identificada amb l'Okesa d'avui dia, el barri format per un llarg carrer que va d'oest a est al llarg de la columna vertebral d'Ilesa; el líder del barri és considerat com l'avantpassat d'Ogedengbe, el Obanla d'Ijesa.
En 1817 una llarga sèrie de guerres civils va començar a l'Imperi d'Oyo en les quals van morir centenars de milers de persones; les lluites van durar fins a 1893 (quan Gran Bretanya va intervenir), moment en el qual l'imperi es va desintegrar completament. Ilesha va convertir en un important centre militar important i ioruba en les campanyes contra Ibadan, a 97 km a l'oest-sud-oest al segle xix en les guerres civils iorubes. El 4 de juny de 1870 el regne d'Ijesa, que havia estat difícil de controlar mentre Ibadan havia estat ocupada en la guerra d'Ijaye, va caure en mans de l'exèrcit d'Ibadan. El 5 de setembre de 1870 el tron del Owa d'Ilesa va quedar vacant. Dos prínceps – Odigbadigba i Peloye – es van disputar el tron. El cap militar Ogedengbe va donar suport al primer que també va tenir l'ajut d'una part dels caps d'Ibadan i fou coronat Owa. Però el 22 de maig de 1871 a Ibadan, Odigbadigba fou destronat i substituït per Peloye. Un cap militar que operava pel seu compte, Ogedengbe, es va sentir molest, va destronar a Peloye i va ocupar Ilesa. Això va enfurismar a l' Are-Ona-Kakanfo i Comandant en Cap d'Ibadan, Aare Latosisa, que va enviar a Ajayi Ogboriefon, el Balogun (cap militar) d' Ibadan, per derrotar a Ogebengbe i restaurar la pau a Ilesa. L'exèrcit va sortir d'Ibadan el 30 de desembre de 1872 i Ogedengbe, per temor a la derrota, va fugir a Idi-Iroko, un llogaret entre Ipetu-Ijesa i Erin, abans de l'arribada de Ogboriefon i els seus homes a Ilesa. Quan les forces d'Ibadan el van perseguir va fugir cap a Akure. Va resultar obvi pel Deji (rei) d'Akure que en la seva tasca de capturar i castigar a Ogedengbe per revoltar-se contra Ibadan, Ogboriefon no respectaria Akure. El Deji es va sentir amenaçat i va cridar als seus veïns ekitis en ajut i es va formar una coalició entre Ilesa, Akure, Ita-Ogbolu, Emure i Ado. Adoloju, un cap militar originari d'Ado que ara actuava pel seu compte, que havia conegut a Ogedengbe a la guerra d'Efon, va decidir donar-li suport i va fer aliança amb ell. Les forces aliades dels regnes van establir el seu campament a Ita-Ogbolu, i les d'Ibadan a Ogutun, quedant el bosc d'Alahun entre ambdós. La guerra (1873) es va dir d'Igbo-Alahun, del nom d'aquest bosc. Ibadan va aconseguir una victòria total; Aduloju es va distingir, i els militars d'Ibadan van intentar llavors posar-lo al seu servei.
Més tard, al principi de la dècada de 1880, Ijesa fou un membre destacat d'una confederació coneguda com la Ekitiparapo que significa "Junts amb Ekiti"; la confederació es va formar amb forces combinades d'Ijesa (Ilesa) i Ekiti per lluitar per la independència del seu poble.
La història d'Ijesa es pot veure des de tres grans perspectives: la monarquia o reialesa, les senyories guerreres i el lideratge eficaç. No es pot deixar d'esmentar la valentia i gallardia de grans herois d'Ijesa com Seriki Ogedengbe Agbogungboro i els seus lloctinents com Fabunmi Oraralada d'Okemesi, Obe, Okunade Arimoro, Ogunmodede, Fapohunda, Jowo-Jori Onigbogi, Ogunlae Dagunduro, i altres ijeses que van lluitar més tard contra Ibadan dirigit per Aar Latosa durant la guerra civil ètnica dels iorubes al segle xix. Ogedengbe va dirigir les forces aliades d'Ijesa, Ekiti i Igbomina per salvar el conjunt de la nació ioruba de la dominació dels ibadanis.
Entre els esclaus alliberats del Brasil i Sierra Leone que es van assentar a Lagos a la meitat del segle xix hi havia alguns ijeses que van contribuir enormement al creixement comercial, professional i acadèmic de Nigèria destacant entre ells Darocha, un dels homes més rics del seu temps; Calisto, un bon catòlic que va tornar a casa per establir la primera església catòlica a Oke Padi a Ilesa; i Christopher Sapara Williams, el primer advocat de Nigèria.

## Domini britànic
Amb l'abolició de l'Imo Hill North Eastern District i la fusió d'Ijesaland amb la Província d'Oyo i Ekiti, els seus aliats de la província d'Ondo, el gener de 1914, quan es va crear la Colònia i Protectorat de Nigèria, es va marcar un punt d'inflexió en la història d'Ijesa. El 1914 es va constituir una autoritat única nativa en el model dels emirats del Protectorat de Nigèria del Nord, sota el sistema de govern indirecte introduït per Sir Frederick Lugard. Això significava que Ijesa va haver de patir no només amb un poder colonial estranger hostil, sinó també amb una administració local despòtica recolzada per la potència colonial estrangera.
Llavors prenen importància els "Osoomalo" empresaris comerciants amb fortuna que estenen les seves activitats i interessos a tots els racons de Nigèria i més enllà. El comerç dels Osoomalo és una de les majors contribucions dels ijeses al món del comerç, la indústria i la banca. Els emigrants Osoomalo es va fer molt influents en els seus camps de negoci i van veure la perspectiva de l'educació i van enviar als seus fills a l'escola; la seva pràctica era visitar casa seva almenys dues vegades en un any, contribuint al desenvolupament de la seva llar en termes de diners en efectiu. L'aparició del comerç del cacau, en el que una gran quantitat d'ijeses va prendre part, no pot ignorar-se. Els ijeses van prendre la davantera i massivament van recollir els beneficis de l'educació occidental. La croada de l'apòstol Ayodele Babalola a la dècada de 1930 i els disturbis d'Ilesa de 1941 són una fita en la història d'Ijesa, mentre que el negoci florent de sirians i libanesos coneguts com a "Koraa" al barri d'Adeti a Ilesa va romandre un temps d'esplendor en la història del país.

## Història recent
Abans de la independència i després d'aquesta els ijeses van ocupar importants llocs en l'administració del nou país. Diversos professionals ijeses que van aportar la seva quota en el desenvolupament, com el Dr. TM Aluko, el primer enginyer de Nigèria i planificador de ciutats, l'expresident de la Societat d'Enginyeria de Nigèria, la Dra Olabisi Ugbebor, primera dona titular de Doctorat en Matemàtiques; la Dra. Gràcia Nzegwu, primera dona metgessa de Nigèria; el Dr. E. A. Ifaturoti, primer geòleg de Nigèria. En el desenvolupament religiós i moral de Nigèria, alguns ijeses van contribuir a l'evangelització com el Pastors Enoc Adeboye, W. F. Kumuyi, S. K. Abiara, Profeta T.O Obadare i G.O. Fakeye, per esmentar només a alguns. En l'àmbit legal, Hon. Jutge Kayode Això, Hon. Jutge Yinka Ayoola, ambdós ex jutges del Tribunal Suprem de Nigèria, Hon. Jutge S. Olatunde Ilori, Olusola Thomas, el professor Alfred B. Kasunmu, Babatunde ibironke i el Prof. Michael Iyiola Jegede, que van tenir un paper clau a l'estat de Lagos. En el desenvolupament de la infraestructura de Lagos cal esmentar les obres d'alguns Ijesas com Samuel Olatunde Fadahunsi com a President de la Junta de Desenvolupament Executiu de Lagos, l'enginyer Tunji Ogundiya, enginyer de la ciutat de Lagos, l'enginyer S. B. Audifferen, director d'Obres federals, i l'enginyer Olateju Oyeleye, el primer director general de W.N.B.C. i director general de la Total de Nigèria.

## Reis (Owa)
| Owa Ajibogun                              |             |
| Owa Owaka Okile                           |             |
| Owa Obarabara Olokun Eshin                |             |
| Owa Owari                                 | 1466 - 1522 |
| Owa Owaluse                               | 1522 - 1526 |
| Owa Atakunmosa                            | 1526 - 1546 |
| Yeyelagagba                               | 1588 - 1590 |
| Yeyegunrogbo                              | 1588 - 1590 |
| Owa Biladu I                              | 1652 - 1653 |
| Owa Biladu II                             | 1653 - 1681 |
| Yeyewaji                                  | 1681 -      |
| Owa Bilaro                                | 1681 - 1690 |
| Owa Bilayiarere                           | 1691 - 1692 |
| Owa Bilagbayo                             | 1713 - 1733 |
| Yeyeori                                   | 1734 - 1749 |
| Ori Abejoye                               | 1750 - ?    |
| Owa Bilajagodo "Arijelesin"               | ? - 1772    |
| Owa Bilatutu "Otutu bi Osin"              | 1772 - 1776 |
| Owa Bilasa "Asa abodofunfun"              | 1776 - 1788 |
| Owa Akesan                                | 1788 - 1795 |
| Owa Bilajara                              | 1... - 1807 |
| Ogbagba                                   | 1807–1813   |
| Obara "Bilajila"                          | 1813–1828   |
| Owa Odundun                               | 1828–1833   |
| Gbegbaaje                                 | 1833–1839   |
| Ariyasunle (Regent)                       | 1839        |
| Owa Ofokutu                               | 1839–1853   |
| Ariyasunle (Regent, segona vegada)        | 1853        |
| Owa Aponlose                              | 1858 –1867  |
| Owa Alobe                                 | 1867–1868   |
| Owa Agunlejika I                          | 1868 - 1869 |
| 1871 Vacant                               | 1870 - 1871 |
| Owa Oweweniye                             | 1871–1873   |
| Vacant                                    | 1873        |
| Oweweniye (segona vegada)                 | 1873–1875   |
| Owa Adimula Agunloye-bi-Oyinbo "Bepolonun | 1875 - 1893 |
| Owa Alowolodu                             | 1893 - 1894 |
| Vacant                                    | 1894 - 1896 |
| Owa Ajimoko I                             | 1896 - 1901 |
| Owa Ataiyero [Atayero]                    | 1901–1920   |
| Owa Aromolaran                            | 1920–1942   |
| Ajimoko "Haastrup" (Regent)               | 1942        |
| Ajimoko II "Fidipote"                     | 1942 - 1956 |
| J. E. Awodiya (Regent)                    | 1956 - 1957 |
| Owa Biladu III "Fiwajoye"                 | 1957 - 1963 |
| .Ogunmokun... (Regent)                    | 1963 - 1966 |
| Owa Agunlejika II                         | 1966–1981   |
| Owa Gabriel Adekunle Aromolaran II        | 1982 -      |